# Алексеенко, Михаил Михайлович
Михаил Михайлович Алексеенко — советский хозяйственный и государственный деятель, лауреат Государственной премии СССР за выдающиеся достижения в труде.

## Биография
Родился в 1949 году в Кричевском районе Могилёвской области. Член КПСС.
В 1963—2009 годах — прицепщик, тракторист, военнослужащий Советской армии, механизатор, звеньевой механизированного льноводческого звена колхоза «Память Ленина» Кричевского района Могилёвской области Белорусской ССР, механизатор льнозавода СПК «Колхоз "Память Ленина"».
За широкое использование результатов научных исследований и внедрение передового опыта в производство риса, кукурузы, гречихи, сахарной свёклы, льна, обеспечивших значительное повышение культуры земледелия, эффективное использование техники и рост на этой основе производства с/х продукции, и инициативу в развитии наставничества был в составе коллектива удостоен Государственной премии СССР за выдающиеся достижения в труде 1977 года.
Живёт в городе Кричеве.

## Награды
- Орден Октябрьской Революции (1982)
- Орден Трудового Красного Знамени (1978)